# Варухас, Георгиос
Георгиос Варухас греч.  Γεώργιος Βαρούχας , Аргостолион начало XIX века — Рим 1896) — греческий художник 19-го века.

## Биография

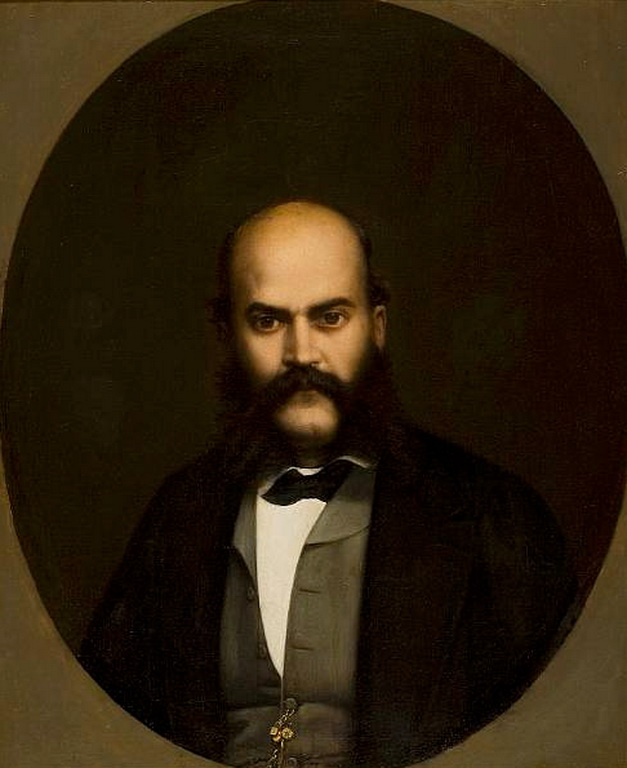
Портрет аристократа

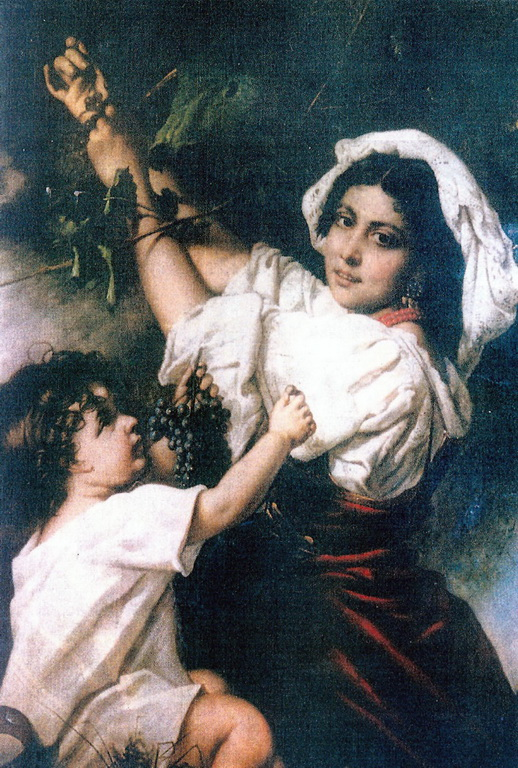
Крестьянка срезающая виноград, 1875

Георгиос Варухас, также как его сын, Аристидис Варухас, принадлежит к той небольшой группе греческих художников, чьи картины хранятся и выставляются в Национальной галерее Греции, но сведения о которых отрывочны.
Известно, что род Варухасов происходил с острова Крит, сам Георгиос Варухас родился в городе Аргостолион на острове Кефалиния, бо́льшую часть своей жизни прожил в Риме, где и умер в 1896 году.
Здесь, в Риме, в середине 19-го века, родились его сыновья Аристидис и Темистоклис, оба ставшие впоследствии художниками.
Сам Георгиос Варухас учился живописи в римской Accademia di Belle Arti. В Риме он прожил бо́льшую часть своей жизни.
Основная тематика его живописи — портреты и жанровые сцены.
, подверженные влиянию итальянской академической живописи.
Художник не отдалялся от художественной жизни Греции, что подтверждается его участием в «Панэллинской выставке» «Олимпия» в Афинах в 1875 году, где он получил серебряную медаль, а также на выставке филологического общества Парнас в 1885 году.
Георгиос Варухас умер в Риме в 1896 году.